# Carl Axel Gottlund

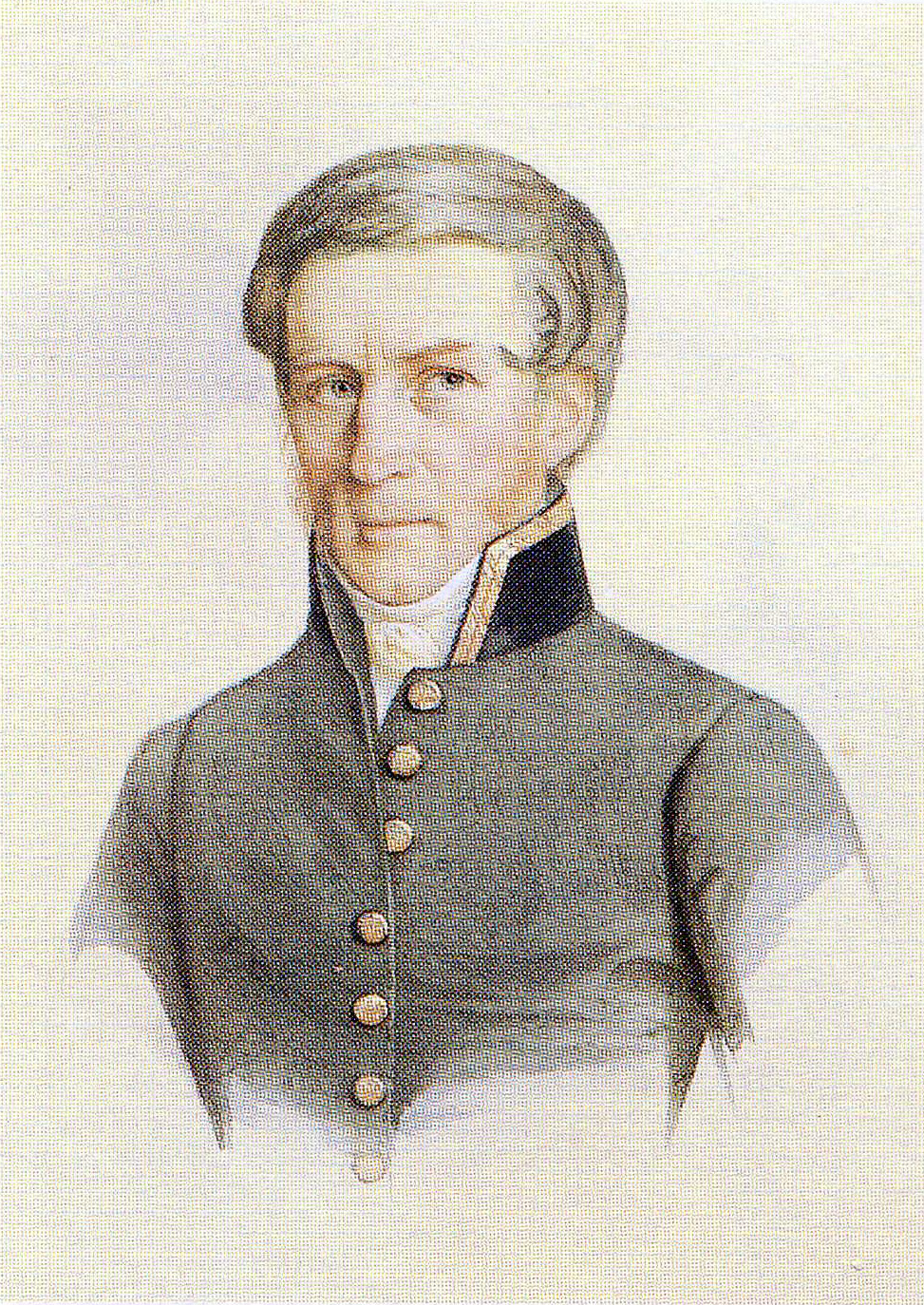
Carl Axel Gottlund

Carl Axel Gottlund oder auch Kaarle Aksel Gottlund. (geboren am 24. Februar 1796 in Strömfors in Nyland, Schweden [heutiges Finnland]; gestorben am 20. April 1875 in Helsinki im Großfürstentum Finnland) war ein Ethnologe, Volkskundler, Kulturpolitiker, Fennoman, Autor und Journalist.

## Familie
Gottlund war ein Sohn des Kaplans Matthias Gottlund und dessen Frau ⚭ 1795 Ulrika Sophia (geborene Orraeus).
Sein Vater stammte dem Dorf Havisto in Pyhtää, er wurde am 24. Februar 1765 geboren und studierte Theologie. Am 1. Mai 1787 wurde er zum Priester geweiht. 1789 wurde er Kaplan in Strömfors und 1796 stellvertretender Pfarrer, während der Kriegsjahre 1789 bis 1790 diente als Militärgeistlicher er im Jägerbataillon. Am 26. April wurde er Landeskaplan in Borgå und am 12. Juli 1803 Pfarrer in Jokkas sowie 1811 Propst. er starb am 19. Oktober 1821.
Seine Mutter war die Witwe des Justizombudsmanns Georg Eberhard Ekholtz und die Tochter des Lektors Gustaf Orræus und dessen Frau Ulrika Helena (geborene Gudseus). Von seinen 8 Geschwistern starben 6 bereits in jungen Jahren, es blieben ihm nur zwei jüngere Schwestern.
- Anna Ulrika (* 15. April 1798) ⚭ mit dem Pfarrer Aaron Wendel
- Sofia Mathilda (* 1. Februar 1811) ⚭ mit dem Kaplan Georg Magnus Kiljander

Er war mit Charlotta Fredrika Augusta (geborene Brink, * 8. August 1807) verheiratet, die aus Stockholm stammte. mit ihr hatte er 10 Kinder, von denen 4 in der Jugend starben:
- Mathilda Ulrika Fredrika (* 1. März 1831)
- Axel Wolmar (* 25. Januar 1835) wurde Kapitän
- Fanny Amanda (* 6. Juni 1837)
- Theresia Charlotta (* 18. März 1840)
- Welly Oiva (* 6. Dezember 1841)
- Sigrid Pikku Sinisirkku (* 24. April 1845)

Die Familie lebte seit 1805 in Juva, Ostfinnland. In dem Haus der Eltern wurde Schwedisch gesprochen, die Sprache seiner Mutter. Aber in der Nachbarschaft lebten viele Finnen und so verbrachte er seine Kindheit hauptsächlich mit den Bauernkindern, die den finnischen oder savolaxischen Dialekt sprachen. Daher kam er später auch leicht mit den einfachen Leuten aus. Nach dem Besuch des Borgå-Gymnasiums er 1814 Schüler in Turku und reiste 1815 nach Schweden, wo er sich 1816 als Student an der Universität Uppsala einschrieb. Bereits in Turku war er seine Kommilitonen mit den Gedanken Johann Gottfried von Herders in Berührung gekommen.

## Wanderjahre
Seit in seiner frühen Jugend hatte er sich für die finnische Sprache, die Legenden, Runenlieder und Volksmärchen des finnischen Landes interessiert. Daher reiste er 1817 zu Fuß durch Dalarna, Gästrikland, Hälsingland, Härjedalen und Värmland, um dort nach alten Überlieferungen zu suchen, die er dokumentierte, um sie für die Nachwelt zu erhalten. 1818 brachte er die Abhandlung De proverbiis fennicis und die erste gedruckte Sammlung alter finnischer Lieder, Pieniä runoja, Suomen pojillen ratoxi heraus. Von 1821 bis 1822 unternahm er eine ethnografische Wanderung im Finnskogen in Värmland bis zu den „finnischen Wäldern“ von Elverum und Trysil in Norwegen. Ihm war auf seinen Reisen die sowohl in religiöser als auch in gesellschaftlicher Hinsicht niedere Stellung der finnischsprachigen Bevölkerung aufgefallen, die er oftmals in einem verelendeten Zustand angetroffen hatte. Deshalb beschloss Gottlund die Lage der Finnen Värmlands zu verbessern, beschaffte ihnen Bücher in finnischer Sprache und stellte sich an die Spitze einer Abordnung, die den damals versammelten Ständen eine von 600 Personen unterzeichnete Petition zur Verbesserung der Lage der Finnen vorlegte. Die Angelegenheit erregte große Aufmerksamkeit und er wurde deren Fürsprecher und Verteidiger bei der schwedischen Regierung. Er war einer der frühen Ethnologen im Finnskogen in Schweden, und er setzte sich für die geistige Kultur der Schwedenfinnen ein. Deshalb ist er auch als „Apostel der Finnen in Schweden“ bekannt (schwedisch svenska finnarnas apostel).

## Aufenthalt in Stockholm
Im Jahr 1826 zog Gottlund vorübergehend nach Stockholm und versuchte sogar einen finnischen Bezirk in Norwegen und Värmland zu schaffen. Im Riksdag wurde das Thema behandelt, die meisten Anträge aber abgelehnt. Das Resultat waren einige neuen Kirchen im Finnskogen (mit Schwedisch sprechenden Priestern) und weitere marginale Maßnahmen. Der Beschluss wurde am 15. Februar 1826 gefasst. Er veröffentlichte 1828 ein Heft mit modernen finnischen Liedern genannt Wäinämöiset. Gleichzeitig versuchte er, durch seine umfassende Arbeit einen Grundstein für eine wissenschaftliche Literatur in finnischer Sprache zu legen. In den Jahren 1828 bis 1829 erschien der erste Teil dieser Arbeit Otava eli Suomalaisia huvituksia. der Große Wagen oder finnische Erstbewegungen, der zweite Teil 1832 mit Aufsätzen zur finnischen Archäologie, Ethnografie und Geschichte. Gottland gründete eine der ersten finnischen Vereinigungen in Schweden in der modernen Zeit, den nämlich Föreningen Stockholms Finnkår. Tukhulmin Suomalaiskunta, zu Deutsch: der Stockholmer Finnenkorpsverband. Die Vereinigung trat das erste Mal am 20. Februar 1830 im Keller Viktoria in der Regeringsgatan in Stockholm zusammen. Die Vereinigung sollte die finnische Sprache und Literatur fördern. Die Gesellschaft bestand aus Finnen und war unabhängig von der Staatsangehörigkeit.

## Rückkehr nach Finnland
1834 kehrte Gottlund nach Finnland zurück, wo er seit 1839 Lektor und Dozent für Finnisch an der Alexander-Universität in Helsinki war. Durch eine Sonderverfügung wurde er ermächtigt dort den Übersetzerauftrag in der finnischen Sprache zu beaufsichtigen. Ein großer Teil seiner Werke, die meisten davon auf Finnisch, stehen in Verbindung mit seiner Mission als Hüter des Finnischen in Schweden. Wie andere Fennomanen des 19. Jahrhunderts verfasste er aber auch zahlreiche Veröffentlichungen auf Schwedisch.
1840 veröffentlichte er ein neues Epos, um die Kalevala von Elias Lönnrot zu ersetzen. Die sogenannte Runola, frei übersetzt „Land der Runensänger“. Es stellte eine merkwürdige Mischung aus klassischen und romantischen Elementen mit sehr geringer Verbindung zur echten finnischen Folklore dar. Gottlund errichtete darin quasi eine Walhalla für die Finnen in der die größten Runensänger mit den Worten, mit den Runen kämpften, wie Odins Helden mit ihren Schwertern. In dem Werk gab es zahlreiche grobe erotische Motive und Metaphern, für die er auf seine frühen Folkloresammlungen zurückgegriffen hatte. Das Werk wurde ein Misserfolg und zerstörte Gottlunds guten Ruf.
Seine detaillierten Tagebücher über Reisen in die finnischen Siedlungen in Dalarna, Hälsingland und nach Värmland sind in Buchform erschienen, aber bereits zu seiner Lebzeit publizierte er Arbeiten über die damals in den Wäldern lebende Volksgruppe.
Von seinen Schriften werden hier nur seine drei Exemplare für die Professur des Finnischen erwähnt (1850, 1853 und 1863), die Gedichtsammlung Runola. (1840) und Sampo. (1847), eine Bearbeitung und Verortung von Fredmans Episteln: Fredmanin lauluja ja loiluja. (1863–1864), sowie Läsning för finnar. (1864; Lesen für Finnen), eine bunte Sammlung über den Autor selbst und Themen aus Geschichte und Archäologie. Die von ihm herausgegebenen Zeitungen Suomalainen, 1846, und Suomi, 1847–1849, wurden von der zensiert oder eingezogen. Eine bedeutende Anzahl Urkunden zur Geschichte Finnlands, welche er während seines Aufenthalts in Stockholm gesammelt hatte, verkaufte er dem finnischen Staatsarchiv 1860.
Gottlunds Originalnotizen werden im Archiv der Finnischen Literaturgesellschaft in Helsinki aufbewahrt.

## Tag der Schwedenfinnen
Der Tag der Schwedenfinnen wird an Carl Axel Gottlunds Geburtstag dem 24. Februar gefeiert.

## Schriften (Auswahl)
- De proverbiis Fennicis. 1818.
- Utdrag af preste-ståndets protocoll af d. 3 Martii 1823. 1823.
- Anmälan. 1825.
- Försök att förklara Caj. Corn. Taciti omdömen öfver finnarne. 1834 (runeberg.org).
- Suomalainen Vuonna Nr. 1–23, Helsinki 1846 (runeberg.org).
- Försök att förklara de finska stamordens uppkomst. 1853 (runeberg.org).
- Vid Erik Forsbloms graf. 1851.
- Några historiska notiser om den i Finland forndom så celebra familjen Kurck. Simelius 1862.
- Forskningar uti sjelfva grund-elementerna af det finska språkets grammatik, efter föregående anmärkningar om språket i allmänhet. Frenckell 1863 (digitale-sammlungen.de).
- Läsning för finnar. 1864.
- Slutord i polemiken med herrarne B. O. Schauman och magister Aug. Schauman. 1867.
- Näsperlan, såsom en pendant till Flugsmällan. 1868.
- Gud, Herlden, och Menniskan. 1870.
- Allmogens uti Savolax och Karelen Finska Familjenamn, betraktade i historiskt och arkeologiskt afseende. 1872 (runeberg.org).
- Den finska Sampo-myten, närmare uttyd och förklarad. 1872, urn:nbn:se:umu:eod-112.
- Något som torde förtjena att reflekteras uppå, och att vid nu påstående Landtdag närmare skärskådas och öfvervägas. 1872.
- Förteckning öfver en manuskriptsamling. Minervas bokhandel 1897.
- Carl Axel Gottlunds värmlandsbrev (1821–1823). 1925.
- Karl Ax. Gottlunds och J. Boëthii brev om finnmarkerna i Dalarna och Bergslagen. 1928.
- Ur Carl Axel Gottlunds dagboksanteckningar från en resa genom Värmlands finnmarker år 1821. Värmlands fornminnes- och museiförening 1931–1933.
- Dagbok öfver dess resor på finnskogarne i Dalarne, Helsingland, Vestmanland och Vermland år 1817. Nordisk rotogravyr 1931; sogar Falun 1984.
- Dagbok över mina vandringar på Wermlands och Solörs finnskogar 1821. Gruetunet Museum, 1986.
- Carl Axel Gottlunds förteckning över familjenamnen på de svenska och norska finnskogarna. Veidarvon 2003.